# Список визирей Фатимидского халифата
Фатимидский визирь (араб. وزير‎ —  wazīr‎) — должность главы правительства или чиновника высшего ранга в Фатимидском халифате, существовавшая с 979 (10 лет после завоевания Египта) по 1171 год (окончательное падение халифата). Первоначально его обладателями были гражданские чиновники, которые действовали как главные министры при халифах в соответствии с моделью, установленной ещё Аббасидами, но в дальнейшем пост перешёл к военным, которые стали даже влиятельнее халифов. Когда визирь по той или иной причине не был назначен, его заменял гражданский посредник — «васита».

## История и полномочия
В ифрикийский период титула «визирь», широко распространённого в исламском мире, в Фатимидском халифате не существовало. Он появился после фатимидского завоевания Египта в 969 году. Ранее Египет находился под властью автономной династии Ихшидидов, и здесь были свои визири ещё со времён предыдущей автономной династии, Тулунидов. Хотя последний визирь Ихшидидов, Джафар ибн аль-Фурат, продолжил выполнять многие из своих функций и при новых властителях, завоеватель и новый наместник (вали) Египта Джаухар ас-Сакали отказался признавать его визирем. Когда халиф аль-Муизз Лидиниллах (953—975) прибыл в Египет, он предпочёл не делегировать свои полномочия визирю, хотя и назначил Якуба ибн Киллиса, бывшего чиновника Ихшидидов, руководителем государственного аппарата. Только в 979 году следующий халиф аль-Азиз Биллах (975—996) даровал Ибн Киллису титул визиря. Последний оставался главой администрации вплоть до своей смерти в 991 году.
После смерти Ибн Киллиса халифы сами выбирали, назначать ли им визиря или доверить все дела посреднику, именуемому «васита», который занимался передачей приказов от халифа к его чиновникам или подданным. В соответствии с общей государственной политикой религиозной терпимости к христианам и иудеям, некоторые визири специально выбирались из их числа. Первым визирем-христианином по происхождению был Иса ибн Настур, занимавший должность при халифе аль-Азизе Биллахе. В то же время есть свидетельства, что евреям для получения должности всё же было необходимо принять ислам, и самым характерным примером такой политики выступает именно Ибн Киллис. Первые визири служили по желанию назначившего их халифа и являлись примером того, что теоретик права XI века Абу-ль-Хасан аль-Маварди называл «вазир ат-танфид» (с араб. — «визирь смерти»), фактически являясь, по описанию французского востоковеда Мариуса Канара, «агентами, что исполняли волю государя». Действительно, их карьера часто была очень короткой: их свергали, заключали в тюрьму, избивали и часто казнили халиф или другие придворные соперники. В результате, согласно Канару, в то время «в широком смысле, главной характеристикой визиря Фатимидов была незащищенность». Иногда эта должность переходила из рук в руки с «ужасающей скоростью». При слабом халифе аль-Мустансир Биллахе только в период с 1060 по 1062 год сменилось 5 визирей.
Ситуация резко изменилась с упадком халифата и приходом к власти военачальников: Бадр аль-Джамали и его преемники обладали всей полнотой власти в государстве, фактически заменив халифов. Их называли «вазир ат-тафрид», (с араб. — «визирь с делегированными полномочиями»). Из-за военного прошлого держателей визиерата они были также известны как «вазир ас-сайф ва-л-калам» (с араб. — «визирь меча и пера») или просто «вазир ас-сайф» (с араб. — «визирь меча»). «Визири меча» доминировали в государственной и политической жизни халифата: они были единовременно главными министрами, отвечающими за всю гражданскую администрацию, амир аль-джунд (с англ. — «главнокомандующими»), отвечавшими за все судебные вопросы шариатскими судьями (кади) и даже главными по всем религиозным вопросам в качестве даи аль-дуат(с араб. — «главный миссионер»). По мере того, как власть визирей росла и затмевала власть халифов, они даже приняли титул «аль-малик» с соответствующим эпитетом для имени. С принятием визиерата дядей Салах ад-Дина, а затем и им самим, эта практика распространилась на всех айюбидских монархов.
В начале XII века была создана должность «Сахиб аль-Баб» (с араб. — «верховный камергер»), который был вторым человеком в правительстве сразу после визиря, беря на себя некоторые из его обязанностей, когда последний не был «человеком меча». Описанный историками как «второй визиерат», данный титул служил «плацдармом» для обеспечения фактически неограниченной власти Абу-л-Фатха Яниса, Ридвана ибн Валахши и ад-Диргама ибн Амира.

## Резиденция
Ибн Киллис основал свою «дар аль-вазира» (с араб. — «официальная резиденция») в юго-восточной части Каира, недалеко от ворот Саада, квартала, который в его честь называли «аль-вазирия». В этом же здании располагался диван — высший орган законодательной и судебной власти, здесь же размещались кладовые для одежды, сокровищница, книги и напитки. За последними наблюдали «натиры» (с араб. — «контролёры»). У резиденции также был свой собственный «суперинтендент», называвшийся «зимам». «Дар аль-вазира» была построена по образу и подобию дворцов халифа и включала небольшую мечеть для молитв и кухню для банкетов, организованных визирем. По словам арабского историка XV века аль-Макризи, после смерти Ибн Киллиса его резиденция пустовала до 1050 года, пока её не занял Абу Мухаммед аль-Язури. Именно тогда она стала настоящим «дар аль-вазира», являясь полноценной и официальной резиденцией последующих обладателей этой должности вплоть до Бадра аль-Джамали. Он построил новую резиденцию на севере, в квартале Барджаван. Затем это здание перешло в руки его сына и преемника аль-Афдаля Шаханшаха, а затем — в руки другого сына Бадра, аль-Музаффара Джафара; от него позже она стала известна как «дар аль-Музаффар». Позже здание преобразовали в «гостевой дом». Именно здесь Салах ад-Дин держал взятых в плен последних представителей свергнутой им династии Фатимидов. Аль-Афдаль также построил новый, гораздо более крупный и роскошный особняк «дар аль-вазира» в северо-восточной части города, недалеко от Баб ан-Насра. Первоначально он назывался «дар аль-Афдалия», но был широко известен как «дар аль-кибаб» (с араб. — «Дом куполов»). Позже, при аль-Мамуне аль-Батаихи, он стал называться «дар аль-вазара аль-кубра» (с араб. — «величественный дом визиря»). Это была последняя резиденция визирей Фатимидов, которые они занимали вплоть до падения династии.

## Список
Нумерация в списке является условной.
| Номер | Год начала полномочий | Год окончания полномочий | Имя                                             | Происхождение и краткое описание деятельности | Халиф                     | Источник |
| ----- | --------------------- | ------------------------ | ----------------------------------------------- | --- | ------------------------- | -------- |
| 1     | 979                   | 983                      | Якуб ибн Киллис                                 | Еврей родом из Месопотамии | Аль-Азиз Биллах           | [ 18 ]   |
| 2     | 983                   | 983                      | Джабр ибн аль-Касим                             | Бербер из Магриба. Служил в течение трёх месяцев пока Якуб находился в опале | Аль-Азиз Биллах           | [ 19 ]   |
| 1     | 983                   | 990                      | Якуб ибн Киллис                                 | Второй срок после возвращения из опалы | Аль-Азиз Биллах           | [ 18 ]   |
| 3     | 990                   | 991                      | Али ибн Умар аль-Аддас                          | Занимал соответствующую визирю должность «дамина» («поручителя») по вопросам государственных дел в халифате. Отстранён из-за бесхозяйственности | Аль-Азиз Биллах           | [ 20 ]   |
| 4     | 992                   | 993                      | Джафар ибн аль-Фурат                            | Араб-суннит родом из Месопотамии. Из семьи, которая долгие годы служила Аббасидам. Занимал должность визиря при последних Ихшидидах и был оставлен на руководящем посту после завоевания Египта | Аль-Азиз Биллах           | [ 21 ]   |
| 5     | 993                   | 996                      | Иса ибн Настур                                  | Копт-христианин, последним занимавший должность визиря при Аль-Азизе. Казнён при следующем халифе в 1000 году от Р.Х. | Аль-Азиз Биллах           | [ 22 ]   |
| 6     | 996                   | 997                      | Аль-Хасан ибн Аммар                             | Дворянин из берберского племени Кутама. Ушёл в отставку из-за начала столкновений между магрибской и тюркской фракциями в армии Первый, получивший почетный титул «амин ад-давла», то есть «верный слуга царя». | Аль-Хаким Биаммрилах      | [ 23 ]   |
| 7     | 997                   | 999                      | Барджаван                                       | Евнух-шиит, раб родом с острова Сицилия. Он был наставником Аль-Хакима и изначально планировалось, что он первым займёт пост, но смог занять его только после отставки Аль-Аммара. К концу своего правления стал настолько могущественен, что был казнён по приказу халифа, который боялся переворота. | Аль-Хаким Биаммрилах      | [ 24 ]   |
| 8/9   | 999                   | 1002                     | Аль-Хусейн ибн Джаухар                          | Сын Джаухара, завоевателя Египта. Правил совместно с Фахдом, будучи одновременно главнокомандующим фатимидской армией. | Аль-Хаким Биаммрилах      | [ 25 ]   |
| 8/9   | 999                   | 1002                     | Фахд ибн Ибрахим                                | Копт-христианин, писец. Со-визирь с Аль-Хусейном. Занимался гражданскими делами, а также главенствовал над судами. Казнён по приказу халифа. | Аль-Хаким Биаммрилах      | [ 25 ]   |
| -     | 1002                  | 1010                     | После казни Фахда титул был временно вакантен.  | После казни Фахда титул был временно вакантен. | Аль-Хаким Биаммрилах      | [ 26 ]   |
| 10    | 1010                  | 1012                     | Зара ибн Иса ибн Настур                         | Сын визиря Исы ибн Настура. Носил титул «аш-шафи», что с арабского переводится как «целитель». | Аль-Хаким Биаммрилах      | [ 27 ]   |
| 11    | 1012                  | 1014                     | Аль-Хусейн ибн Тахир аль-Ваззан                 | Писец иранского происхождения. Официально занимал должность «васита» с титулом «амин аль-умана», то есть «верховный секретарь» (дословно — «Секретарь секретарей»). Убит лично халифом. | Аль-Хаким Биаммрилах      | [ 27 ]   |
| 12/13 | 1014                  | 1014                     | Аль-Хасан ибн Абу ас-Саид                       | Братья, происхождение неизвестно. Совместно занимали пост «васита». Имели репутацию честных людей, однако оба убиты халифом через 62 дня после назначения. | Аль-Хаким Биаммрилах      | [ 28 ]   |
| 12/13 | 1014                  | 1014                     | Абд ар-Рахман ибн Абу ас-Саид                   | Братья, происхождение неизвестно. Совместно занимали пост «васита». Имели репутацию честных людей, однако оба убиты халифом через 62 дня после назначения. | Аль-Хаким Биаммрилах      | [ 28 ]   |
| 14    | 1014                  | 1014                     | Аль-Фадл ибн Джафар ибн аль-Фурат               | Сын Джафара ибн аль-Фурата. Занимал пост «васита». Убит по приказу халифа. | Аль-Хаким Биаммрилах      | [ 29 ]   |
| 15    | 1015                  | 1018                     | Али ибн Джафар ибн Фаллах                       | Сын Джафара ибн Фаллаха, берберского военачальника из племени Кутама. Близкий друг и фаворит аль-Хакима. Помимо должности визиря был наместником Александрии, Дамиетты и Тинниса, а также префектом городской охраны и инспектором торговых площадей. Убит по приказу халифа, когда возвращался домой после очередного задания. Носил титулы «вазир аль-вузара» («Визир визирей»), аль-амр аль-Музаффар («Победоносный командующий») и «кубаб аль-давла» («ось царства»).                                                                 | Аль-Хаким Биаммрилах      | [ 29 ]   |
| 16    | 1018                  | 1018                     | Саид ибн Иса ибн Настур                         | Сын Исы ибн Настура и брат Зары ибн Исы. Обладал широкими полномочиями с титулами «аль-амин аль-захир» («внешний секретарь»), «шариф аль-мульк» («честь царского сана»), «тадж аль-манали» («властвующий над финансами») и «зул-джадайн» («правая рука»). Казнён через пять месяцев пребывания в должности. | Аль-Хаким Биаммрилах      | [ 30 ]   |
| 17    | 1018                  | 1019                     | Аль-Масуд ибн Тахир аль-Ваззан                  | Брат Аль-Хусейна ибн Тахира. В свой первый срок занимал должность «васита», а не визиря. | Аль-Хаким Биаммрилах      | [ 30 ]   |
| 18    | 1020                  | 1021                     | Абу-л-Хусейн Аммар ибн Мухаммед                 | Должностное лицо исмаилитов, знатный чиновник. Контролировал смену власти в халифате после исчезновения Аль-Хакима. Имел титул «ранис аль-русанах» («Главный палач»). Пробыл на должности семь месяцев и был казнён через несколько дней после восхождения Аз-Захира на престол. | Аз-Захир Биллах           | [ 30 ]   |
| 19    | 1022                  | 1022                     | Муса ибн аль-Хасан                              | Должностное лицо исмаилитов. Находился у власти десять месяцев с должностью «васита» и титулами «яд ад-давла» («рука царства») и «абуль фатих» («отец побед»), после чего был низложен, заключён за решётку и обезглавлен. | Аз-Захир Биллах           | [ 31 ]   |
| 20    | 1023                  | 1024                     | Аль-Масуд ибн Тахир аль-Ваззан                  | Второй срок Аль-Масуда уже в должности визиря | Аз-Захир Биллах           | [ 30 ]   |
| 21    | 1024                  | 1027                     | Аль-Хасан ибн Салих ар-Рузбари                  | Ветеран-чиновник, занимавший пост губернатора Рамлы и Сирии и главы армии, прежде чем был назначен визирем с титулом «хамид ад-давла ва нанихуха» («помощник и советник королевства»). Несмотря на преклонный возраст Аль-Хасана, халиф плохо обращался с ним. В частности он сначала снял его, но почти сразу же вернул в должность, но затем снова снял. | Аз-Захир Биллах           | [ 31 ]   |
| 22    | 1027                  | 1045                     | Али ибн Ахмад аль-Джарджараи                    | Араб родом из Ирака. После переезда в Египет члены его семьи получили ряд гражданских и военных титулов. Жалобы на него вынудили халифа аль-Хакима отрезать ему руки, но Аз-Захир назначил его визирем. Он находился у власти на момент смерти Аз-Захира и контролировал передачу власти после чего оставался в должности до самой смерти. Носил почётные титулы «аль-вазир аль-аджалл» («самый прославленный визирь»), «аль-авдад» («уникальный») и «сафи амир аль-муминин ва кхалишатух» («истинный и избранный друг лидера верующих»). | Маад аль-Мустансир Биллах | [ 32 ]   |
| 23/24 | 1045                  | 1047                     | Садака ибн Юсуф аль-Фулахи                      | Еврей, обращённый в исмаилизм. Близкий друг и помощник аль-Джарджани, который с позволения халифа назначил его своим преемником. Делил свой пост с Абу Саидом, который был управляющим матери халифа. После того, как Садаке удалось устранить его, он был убит по наущению матери халифа. Носил титулы «аль-вазир аль-аджалл» («самый прославленный визирь»), «тадж аль-рияса» («корона вождя»), «фахр аль-мульк» («слава царства») и «муфафа амир аль-мухминин» («избранный из полководец верующих»).                                   | Маад аль-Мустансир Биллах | [ 33 ]   |
| 23/24 | 1045                  | 1047                     | Абу Саид ат-Тустари                             | Управляющий матери халифа, назначен по её просьбе. Убит в результате интриг Садаки ибн Юсуфа. | Маад аль-Мустансир Биллах | [ 33 ]   |
| 25    | 1048                  | 1049                     | Абу-ль-Бакарат аль-Хусейн аль-Джарджараи        | Брат визиря Али ибн Ахмада аль-Джарджани, он был непопулярным, поскольку отправил многих в ссылку или тюрьму и устраивал массовые чистки и конфискации. По приказу халифа лишён титула и сослан в Сирию. Носил титулы «сайид аль-визарах» («повелитель визирей»), «захир аль-асиммах» («помощник имамов»), «самах аль-хулахах» («небо искренних») и «факр аль-умма» («слава [мусульманской] общины»). | Маад аль-Мустансир Биллах | [ 34 ]   |
| 26    | 1049                  | 1050                     | Абу-ль-Фадл Саид ибн Масуд                      | Профессиональный писец, заведовал над писцами в Сирии, пока не был назначен «васита» с титулами «амид аль-мульк» («поддержка царской власти») и «заин ал-куфат» («украшение для способных»). | Маад аль-Мустансир Биллах | [ 34 ]   |
| 27    | 1050                  | 1058                     | Абу Мухаммед аль-Язури                          | Араб незнатного происхождения. Был управляющим матери халифа и назначен им на должность визиря в период серьёзного кризиса. Будучи суннитом по вероисповеданию был назначен исмаилитским миссионером. Был ключевым участником подавления крупного восстания, благодаря чему его имя появилось на монетах рядом с именем халифа. Однако в конце своего правления пристрастился к растратам, за что был заключён за решётку и казнён. Носил большое количество титулов.                                                                     | Маад аль-Мустансир Биллах | [ 35 ]   |
| 28    | 1058                  | 1058                     | Абдаллах ибн Мухаммед аль-Бабили                | Арабский математик и писатель, работавший писцом у аль-Язури. Сменил его первоначально на два месяца и 14 дней. | Маад аль-Мустансир Биллах | [ 36 ]   |
| 29    | 1058                  | 1060                     | Мухаммед ибн Джафар аль-Магриби                 | Чиновник при аль-Язури и заключённый при аль-Бабили. После смещения последнего был назначен на его место, а в 1060 году занял должность «диван аль-Инша» («главы канцелярии»). Носил титул «аль-камил» («Совершенный»). | Маад аль-Мустансир Биллах | [ 37 ]   |
| 28    | 1060                  | 1060                     | Абдаллах ибн Мухаммед аль-Бабили                | Второй срок, продлившийся 4 месяца и десять дней. | Маад аль-Мустансир Биллах | [ 36 ]   |
| 30    | 1061                  | 1061                     | Абдаллах ибн Яхья аль-Мудаббир                  | Потомок аббасидских визирей. Его отец был учёным суфием. Первый срок, который был непродолжителен. | Маад аль-Мустансир Биллах | [ 38 ]   |
| 31    | 1061                  | 1062                     | Абд аль-Карим ибн Абд аль-Хаким                 | Потомок кади родом из Сирии. Пребывал в должности 5 месяцев, скончавшись от естественных причин. Носил большое количество титулов. | Маад аль-Мустансир Биллах | [ 38 ]   |
| 32    | 1062                  | 1062                     | Ахмад ибн Абд аль-Хаким                         | Кади и сын предыдущего визиря, ставший первым визирем в истории халифата, который де-факто оказался преемником собственному отцу. Пробыл в должности лишь 17 дней, скончавшись от естественных причин, как и отец. Носил большое количество титулов. | Маад аль-Мустансир Биллах | [ 39 ]   |
| 33    | 1062                  | 1062                     | Абу Абдаллах аль-Хусейн ибн Садид               | Чиновник из Дамаска. Пробыл в должности шесть месяцев, после чего смещён и отправлен в Сирию в качестве наместника. Носил три почётных титула. | Маад аль-Мустансир Биллах | [ 40 ]   |
| 28    | 1062                  | 1062                     | Абдаллах ибн Мухаммед аль-Бабили                | Третий срок, продлившийся пять месяцев и окончившийся из-за смерти по естественным причинам. | Маад аль-Мустансир Биллах | [ 36 ]   |
| 34    | 1063                  | 1063                     | Ахмад ибн Абд аль-Карим ибн Абд аль-Хаким       | Сын 31 великого визиря, носивший те же титулы, что и отец и прибывавший в должности три с половиной месяца. | Маад аль-Мустансир Биллах | [ 40 ]   |
| 30    | 1063                  | 1063                     | Абдаллах ибн Яхья аль-Мудаббир                  | Второй короткий срок, прервавшийся ввиду смерти визиря. | Маад аль-Мустансир Биллах | [ 38 ]   |
| 35    | 1063                  | 1063                     | Абд аз-Захир ибн Фадл ибн аль-Аджами            | Первый срок, продлившийся три месяца. Носил множество титулов, среди которых «тадж аль-Вузара» («Корона визирей») | Маад аль-Мустансир Биллах | [ 40 ]   |
| 36    | 1063                  | 1063                     | Аль-Хасан ибн аль-Кади ибн Кудайнах             | Первый из пяти сроков в десятилетие с 1063 по 1073 год, при этом он же шесть раз занимал должность «верховного кади». Оставил о себе память как о жестоком тиране. Носил многие титулы и почётные должности, среди которых «захир аль-Имам» («Внешний представитель имама», то есть руководитель посольства). | Маад аль-Мустансир Биллах | [ 41 ]   |
| 37    | 1064                  | 1064                     | Абу-ль-Макарим аль-Мушарраф ибн Асад аль-Бабили | Первый из сроков, продлился два месяца. | Маад аль-Мустансир Биллах | [ 41 ]   |
| 38    | 1064                  | 1064                     | Абу Али аль-Хасан ибн Аби Саид Ибрагим          | Представитель состоятельной семьи торговцев. Подал в отставку после 10 дней пребывания в должности между 456/57 годами хиджры. | Маад аль-Мустансир Биллах | [ 41 ]   |
| 35    | 1064                  | 1064                     | Абд аз-Захир ибн Фадл ибн аль-Аджами            | Второй срок, продлившийся лишь 34 дня. | Маад аль-Мустансир Биллах | [ 40 ]   |
| 37    | 1065                  | 1065                     | Абу-ль-Макарим аль-Мушарраф ибн Асад аль-Бабили | Второй срок, продлившийся два месяца. | Маад аль-Мустансир Биллах | [ 41 ]   |
| 38    | 1065                  | 1065                     | Абу-ль-Касим Хибат Аллах ибн Мухаммад ар-Раяни  | Занимал два срока подряд по 10 дней каждый. | Маад аль-Мустансир Биллах | [ 42 ]   |
| 39    | 1065                  | 1065                     | Абу-ль-Хасан Али ибн аль-Анбари                 | Свергнут и, возможно, убит менее чем через месяц после назначения на должность. | Маад аль-Мустансир Биллах | [ 42 ]   |
| 40    | 1065                  | 1065                     | Абу Али аль-Хасан ибн Садид ад-Даула            | Пребывал в должности несколько дней, но покинул свой пост «из-за отсутствия уважения со стороны других политиков», после чего направился в Сирию, затем вернулся в Египет, где и скончался. | Маад аль-Мустансир Биллах | [ 43 ]   |
| 41    | 1065                  | 1065                     | Абу Шуджа Мухаммад ибн аль-Ашраф                | Сын визиря буидского султана Баха ад-Даулы, славившийся своей честностью и богатством. Казнён главнокомандующим фатимидской армии в Сирии Бадром ад-Джамали. | Маад аль-Мустансир Биллах | [ 44 ]   |